# 截锋 (美式足球)

进攻截锋在阵型中的站位

在美式足球和加拿大式足球，进攻截锋 （Offensive Tackle，OT， T）是进攻锋线成员。他们和其他的进攻锋线的作用是阻截：使得防守球员远离传球队员（通常是四分卫）或是跑锋。
截锋是进攻锋线的重要位置。他们通过快速的脚步来移动使得自己的阻挡更有效。截锋通常进行外侧的保护。如果边锋移动来接球，截锋必须阻挡所有护锋和近端锋没有负责的防守队员。通常他们对应的是防守端锋。在國家美式足球聯盟里，进攻截锋身高大多在6呎4吋(193厘米)，体重300磅（136公斤）。

## 右截锋
右截锋（RT）通常是队中最好的跑阵阻挡队员。大部分跑阵都会发生在本方的强侧（有近端锋的一侧）。因此右截锋就会遇到防守方最强的跑阵防守队员。他必须能够在阻挡中移动来为跑卫提供可以通过的空档。

## 左截锋
左截锋（LT）通常是队中最好的传球阻挡队员。在截锋中，左截锋通常会比右截锋脚步更灵活这样来对抗防守方的冲击。大部分四分卫都是右手球员，当他们准备传球时会背朝左边过来的防守球员，这样造成他们可能无法观察到左边防守球员的移动。而左手四分卫则需要他们较好的传球阻挡球员在右侧。
在2006出版，名为《弱点：比赛进程》的书中，迈克尔·刘易斯对左截锋的工作做了很多分析。书中讨论了为什么左截锋的年薪会在90年代中期快速提升。高水平的左截锋在球员市场中是大热门。